# La Bibbia (miniserie televisiva)
La Bibbia (The Bible) è una miniserie televisiva statunitense del 2013, ideata da Roma Downey e Mark Burnett per il canale di documentari via cavo History.
La fiction racconta, in dieci puntate dalla durata complessiva di circa 440 minuti, gli eventi principali della Bibbia, dalla Genesi alla Rivelazione, combinando live action e computer-generated imagery. Dopo il successo registrato dalla miniserie, è stata realizzata anche una riedizione cinematografica, Son of God, e una miniserie televisiva sequel per la NBC, A.D. - La Bibbia continua.

## Puntate
| nº | Titolo originale | Titolo italiano              | Prima TV USA  | Prima TV Italia |
| -- | ---------------- | ---------------------------- | ------------- | --------------- |
| 1  | Beginnings       | In Principio                 | 3 marzo 2013  | 23 marzo 2014   |
| 2  | Exodus           | Un popolo in cammino         | 3 marzo 2013  | 23 marzo 2014   |
| 3  | Homeland         | Terra promessa               | 10 marzo 2013 | 30 marzo 2014   |
| 4  | Kingdom          | Il regno                     | 10 marzo 2013 | 30 marzo 2014   |
| 5  | Survival         | Il tempo dell'esilio         | 17 marzo 2013 | 6 aprile 2014   |
| 6  | Revolution       | Il Messia                    | 17 marzo 2013 | 6 aprile 2014   |
| 7  | Mission          | I miracoli                   | 24 marzo 2013 | 13 aprile 2014  |
| 8  | Betrayal         | A Gerusalemme                | 24 marzo 2013 | 13 aprile 2014  |
| 9  | Passion          | La Passione                  | 31 marzo 2013 | 20 aprile 2014  |
| 10 | Courage          | Testimoni della resurrezione | 31 marzo 2013 | 20 aprile 2014  |

## Personaggi e interpreti
La miniserie è dotata di un cast corale internazionale, composto da attori per lo più sconosciuti al grande pubblico. Secondo gli autori ciò fu voluto per evitare che volti noti distraessero il pubblico dai fatti narrati. Molti dei componenti del cast provengono dal teatro del West End. L'unico membro del cast coinvolto in tutte le puntate è il narratore, Keith David. Nell'edizione britannica della miniserie la sua voce è sostituita da quella di Robert Powell, mentre in quella italiana da Paolo Buglioni.
- Gesù (5 puntate), interpretato da Diogo Morgado, doppiato da Fabio Boccanera.
- Pietro apostolo (5 puntate), interpretato da Darwin Shaw, doppiato da Mauro Gravina.
- Malco (4 puntate), interpretato da Paul Brightwell.
- Vergine Maria (4 puntate), interpretata da Roma Downey, doppiata da Eleonora De Angelis.
- Vergine Maria giovane (2 puntate), interpretata da Leila Mimmack, doppiata da Valentina Mari.
- Giovanni apostolo (4 puntate), interpretato da Sebastian Knapp, doppiato da Edoardo Stoppacciaro.
- Maria Maddalena (4 puntate), interpretata da Amber Rose Revah, doppiata da Letizia Scifoni.
- Giuseppe, interpretato da Joe Coen, doppiato da Stefano Onofri.
- Caifa (4 puntate), interpretato da Adrian Schiller, doppiato da Gaetano Varcasia.
- Antonio (3 puntate), interpretato da Andrew Brooke.
- Ponzio Pilato (4 puntate), interpretato da Greg Hicks, doppiato da Stefano De Sando.
- Claudia Procula (3 puntate), interpretata da Louise Delamere.
- Tommaso apostolo (3 puntate), interpretato da Matthew Gravelle.
- Nicodemo (3 puntate), interpretato da Simon Kunz, doppiato da Luca Ward.
- Giuda Iscariota (3 puntate), interpretato da Joe Wredden, doppiato da Luigi Ferraro.
- Barabba (2 puntate), interpretato da Fraser Ayres.
- Erode il Grande (2 puntate), interpretato da Sam Douglas, doppiato da Roberto Pedicini.
- Arcangelo Gabriele, interpretato da Eddie Elks, doppiato da Francesco Bulckaen.
- Giovanni Battista, interpretato da Daniel Percival, doppiato da Vittorio Guerrieri.
- Dio, doppiato da Luca Biagini.
- Satana, interpretato da Mohamen Mehdi Ouazanni, doppiato da Oliviero Dinelli.
- Simone (2 puntate), interpretato da Paul Marc Davis, doppiato da Fabrizio Odetto.
- Samuele (2 puntate), interpretato da Paul Freeman, doppiato da Giorgio Lopez.
- Mosè (2 puntate), interpretato da Will Houston, doppiato da Mario Cordova.
- Mosè giovane (1 puntata), interpretato da Joe Forte.
- Betsabea (2 puntate), interpretata da Melia Kreiling, doppiata da Francesca Manicone.
- Uria l'Ittita (2 puntate), interpretato da Dhaffer L'Abidine, doppiato da Giuliano Bonetto.
- Saul (2 puntate), interpretato da Francis Magee, doppiato da Alessandro Rossi
- Paolo apostolo (1 puntata), interpretato da Con O'Neill, doppiato da Marco Mete.
- Raab (1 puntata), interpretata da Stephanie Leonidas.
- Abramo (2 puntate), interpretato da Gary Oliver, doppiato da Michele Gammino.
- Giosuè (2 puntate), interpretato da Andrew Scarborough, doppiato da Stefano Mondini.
- Giosuè giovane, interpretato da Sean Knopp, doppiato da Nanni Baldini.
- Natan (2 puntate), interpretato da Clive Wood, doppiato da Luciano De Ambrosis.
- Mical (2 puntate), interpretata da Hara Yannas.
- David (1 puntata), interpretato da Langley Kirkwood, doppiato da Massimo De Ambrosis.
- David giovane (1 puntata), interpretato da Jassa Ahluwalia, doppiato da Alessandro Sanguigni.
- Sansone (1 puntata), interpretato da Nonso Anozie, doppiato da Roberto Draghetti.
- Daniele (2 puntate), interpretato da Jake Canuso, doppiato da Francesco Prando.
- Nabucodonosor II (1 puntata), interpretato da Peter Guinness.
- Adamo (1 puntata), interpretato da Paul Knops.
- Eva (1 puntata), interpretato da Darcie Lincoln.
- Isacco (1 puntata), interpretato da Hugo Rossi.
- Golia (1 puntata), interpretato da Conan Stevens, doppiato da Achille D'Aniello.
- Dalila (1 puntata), interpretato da Kierston Wareing.
- Noè, interpretato da David Rintoul, doppiato da Carlo Valli.
- Sara, interpretata da Josephine Butler, doppiata da Barbara Castracane.
- Lot, interpretato da Antonio Magro, doppiato da Francesco Pezzulli.
- Angelo custode, interpretato da Lonyo Engele, doppiato da Andrea Lavagnino.
- Angelo guerriero, interpretato da Liang Yang, doppiato da Fabrizio Pucci.
- Ramsete, interpretato da Stewart Scudamore, doppiato da Paolo Marchese.
- Ramsete giovane, interpretato da Sean Teale, doppiato da David Chevalier.
- Ira (Eiras)-ministro di David, interpretato da Ken Bones, doppiato da Angelo Nicotra.
- Aronne, interpretato da Louis Hilyer, doppiato da Simone Mori.
- Naasson-antenato di Gesù Cristo, interpretato da Jalaal Hartley, doppiato da Marco Vivio.
- Ekosh (Naum-il profeta), interpretato da Fintan McKeown, doppiato da Saverio Indrio.
- Gionatan, interpretato da Cristian Solimeno, doppiato da Roberto Certomà.
- Azaria, interpretato da Christopher Simon, doppiato da Roberto Gammino.
- Geremia, interpretato da Raad Rawi, doppiato da Pasquale Anselmo.
- Zedechia (Sedecia), interpretato da Samuel Collings, doppiato da Oreste Baldini.
- Ciro, interpretato da Gerald Kyd, doppiato da Massimo Rossi.
- Baasha, interpretato da Jake Maskall, doppiato da Andrea Ward.

## Produzione
La miniserie narra le principali storie della Bibbia, comprese quelle dell'Arca di Noè, dell'Esodo e della vita di Gesù: le prime cinque puntate sono tratte dall'Antico Testamento, mentre le rimanenti cinque dal Nuovo Testamento. Gli ideatori della miniserie, Roma Downey e Mark Burnett, sono una coppia di sposi cattolici di origine europea; la prima nota per aver recitato nella serie di successo Il tocco di un angelo, il secondo già produttore di diversi programmi televisivi, quali Survivor e The Voice.
Durante la fase di scrittura, Downey e Burnett usarono come riferimento la New International Version e la New Revised Standard Version del testo sacro cristiano. Furono inoltre consultati ricercatori e teologi, pastori e accademici, allo scopo di verificare l'accuratezza dei dettagli rispetto a quanto riportato dalla Bibbia; tra i vari consulenti figuravano anche un importante leader evangelico e un cardinale cattolico. Tuttavia, come fecero notare alcuni critici, nella miniserie sono comunque riscontrabili alcune discrepanze. Nelle loro intenzioni, la fiction non rappresenta una serie di eventi sconnessi l'uno dall'altro, ma le storie sono raccontate lungo un'unica grande linea narrativa che si snoda senza soluzioni di continuità, anche quando si passa dal Vecchio al Nuovo Testamento. In un'intervista, ebbero occasione di spiegare che il loro obiettivo era rivolgersi alle nuove generazioni, attirandoli verso le Sacre Scritture. A loro giudizio, il messaggio racchiuso dagli eventi narrati è «Dio ama ciascuno di noi come se fossimo l'unica persona in tutto il mondo da amare».
Con un budget di poco inferiore ai 22 milioni di dollari, le riprese si svolsero principalmente nel Marocco meridionale.

## Accoglienza e riconoscimenti
Al suo debutto negli Stati Uniti, la fiction registrò una media d'ascolto molto elevata. Durante la serata d'esordio, il 3 marzo 2013, le prime due puntate furono viste complessivamente da quasi quindici milioni di telespettatori, affermandosi come il programma più visto della giornata e uno dei più visti dell'anno.
Per quanto riguarda il responso della critica, registrò invece reazioni miste. Variety lo definì un prodotto televisivo rispettabile, sobrio e di bell'aspetto, anche se per certi versi banale, apprezzando la colonna sonora e deprecando parte delle interpretazioni del ricco cast. Secondo altri quotidiani, come il New York Post e il Los Angeles, gli attori non somigliano ai personaggi che interpretano, mentre la narrazione è in parte tediosa e banale. Diogo Morgado, interprete di Gesù, venne in particolare considerato fin troppo seducente e palestrato. Alcune testate riportarono anche l'ironica polemica politica nata sui social network durante la trasmissione di un episodio, la quale mette in risalto come l'attore che impersona Satana somiglierebbe a Barack Obama.
Ai premi Emmy 2013 la miniserie risultò candidata in tre categorie: "miglior miniserie o film per la televisione", "miglior montaggio audio per una miniserie, film o speciale" e "miglior missaggio per una miniserie o film".

## Differenze con la Bibbia
Nonostante la volontà dei produttori di mantenersi fedeli al testo sacro e la conseguente consultazione di vari esperti, alcuni critici misero in evidenza alcune discrepanze tra i fatti mostrati nella miniserie e quelli effettivamente narrati nella Bibbia. Tra queste:
- nella Bibbia, i tre figli di Noè sono tre uomini adulti mentre nella miniserie sono tre ragazzi. Inoltre nella miniserie Noè ha delle figlie femmine non presenti nella Bibbia.
- nelle scene della distruzione di Sodoma sono mostrati degli angeli ninja intenti ad uccidere la popolazione. Tutto ciò non è presente nella Bibbia.[13]
- nella miniserie si vede Sara correre dietro ad Abramo dopo essersi resa conto che egli vuole sacrificare Isacco, evento non narrato nella Bibbia.[14]
- il luogo in cui Abramo avrebbe dovuto sacrificare il figlio è mostrato in un'area non lontana dalla loro abitazione, nella Genesi si parla invece di un viaggio di tre giorni compiuto dai due.[15]
- in seguito si vede Abramo prendere un giovane agnello per una gamba per il sacrificio, invece di un ariete adulto rimasto impigliato con le corna in un cespuglio, come narrato nel testo biblico.[16]
- la miniserie mostra Mosè dubitare diverse volte di Dio. Nella Bibbia è invece scritto che l'unica volta in cui Mosè ha dubitato fu a Meriba.
- la miniserie mostra i due ebrei che entrano a Gerico di notte, scavalcando le mura utilizzando una corda grigio-verdastra e sono immediatamente inseguiti; secondo la narrazione biblica, chiaramente entrarono per la porta della città, muovendosi liberamente. Solo in seguito furono inseguiti. La corda, inoltre, era di colore scarlatto.
- la miniserie mostra Daniele e tre suoi compatrioti catturati durante l'assedio di Gerusalemme, la Bibbia invece indica che erano già stati deportati più di un decennio prima.[16]
- Nella miniserie si vede il persiano Ciro entrare a Babilonia senza colpo ferire grazie alla resa incondizionata del popolo quando Nabucodonosor è ancora vivo, mentre nella Bibbia si narra che Nabucodonosor era già defunto, infatti regnava al suo posto il figlio Baldassarre, e che Ciro e il suo esercito entrarono a Babilonia senza colpo ferire di notte, grazie al fatto che tutti si erano ubriacati a un banchetto organizzato dal re stesso.
- La serie mostra che la vicenda del profeta Daniele nella fossa dei leoni si svolge durante il regno di Ciro mentre la Bibbia dice chiaramente che tutto questo accadde sotto Dario il medo, governatore di Mesopotamia.
- il profeta Isaia viene mostrato come contemporaneo di Daniele, in netto contrasto con i dati indicati nel testo sacro.[17]
- per quanto riguarda le tentazioni di Gesù, nella miniserie Satana invita Gesù a gettarsi da un alto monte; nei Vangeli invece il diavolo invita Gesù a buttarsi dal tempio, mentre sulla montagna lo invita ad adorarlo.[16]
- Nella serie, arrivati sul Golgota, i soldati romani stracciano la tunica di Gesù per crocifiggerlo, mentre nei Vangeli si dice chiaramente che, essendo la tunica di un tessuto pregiato e cucita tutta di un pezzo, non vollero romperla ma piuttosto tirarsela a sorte.

## Trasmissione internazionale
In Canada la miniserie è stata trasmessa in contemporanea con gli Stati Uniti, su History, dal 3 al 31 marzo 2013. In Spagna debuttò su Antena 3 il 25 marzo 2013, nel Regno Unito il 30 novembre 2013 su Channel 5, e in Francia il seguente 8 dicembre su Paris Première.
In Italia è andata in onda su Rete 4 dal 23 marzo al 20 aprile 2014.

## Altre edizioni e seguiti
L'edizione home video de La Bibbia fu pubblicata il 2 aprile 2013 su Blu-ray e DVD. Dopo una settimana si contavano già più di 500 000 copie vendute: nessuna miniserie televisiva aveva venduto così tanto durante la prima settimana. Nel frattempo, durante la settimana precedente il debutto televisivo, il 26 febbraio 2013, Roma Downey e Mark Burnett avevano anche pubblicato una trasposizione letteraria intitolata A Story of God and All of Us; anche il libro fu un successo, venendo incluso sin dal debutto nelle liste dei best seller di vari quotidiani nazionali.
Visto il successo di pubblico riscontrato dalla fiction, Mark Burnett durante il 2013 ne curò una riedizione cinematografica. Il film, uscito negli Stati Uniti il 28 febbraio 2014, è incentrato sulla vita di Gesù, dalla nascita alla resurrezione. Intitolato Son of God, è composto per la maggior parte da scene tratte dalla seconda parte della miniserie, arricchite da altre scene inedite che erano state tagliate durante la produzione della stessa.
Il 17 dicembre 2013, inoltre, è stata annunciata ufficialmente la produzione di una miniserie televisiva sequel per la NBC: A.D. - La Bibbia continua (A.D.: The Bible Continues). Composta da 12 episodi e incentrata sulla diffusione del cristianesimo dopo la morte di Gesù, la sua messa in onda è stata programmata dal 5 aprile 2015.